# 晉熙郡 (隆安)
晉熙郡，中国十六国南北朝时设置的郡。
东晋隆安二年（398年）安置秦州流民置晉熙郡，属梁州。治所在晋熙县（今四川省绵竹市）。谯蜀时属梁州。南朝宋属益州，下辖晋熙县、苌阳县。南齐永元初废，并入南阴平郡。南梁复置，属潼州。西魏下辖阳泉县、长杨县、南武都县。北周移治阳泉县（今四川省德阳市西北孝泉镇）。辖境相当今四川省绵竹市一带及德阳市西部地。隋朝开皇三年（583年）隋文帝废晉熙郡，属县阳泉县直属益州，后属益州蜀郡。